# غواصة سوريو
سوريو فئة من الغواصات الهجومية اليابانية التي تعمل بالديزل. دخلت الغواصة الأولى في الخدمة مع قوة الدفاع الذاتي البحرية اليابانية في عام 2009. تطورت من تصميم فئة أوياشيو. تعني كلمة سوريو باللغة اليابانية التنين الأزرق.
لدى هذا النوع من الغواصات قوة دفع أكبر من أي غواصات يابانية منذ الحرب العالمية الثانية. الغواصة لديها التصميم الهيدروديناميكي ويتم طلائها بطلاء عديم الصدى.

## روابط خارجية
- الموقع الياباني مع مخطط
- Globalsecurity.org
- Military-today.com نسخة محفوظة 29 يناير 2013 at Archive.is
- Soryu Class 16SS SSK Submarine - Japan Maritime Defense-Force Force on navyrecognition.com
  - معرض الصور فئة Sōryū نسخة محفوظة 3 يوليو 2020 على موقع واي باك مشين.
- موقع على البحرية اليابانية الإمبراطورية: سفن JMSDF